# Armata Franceză din Orient
Armata Franceză din Orient (Armée française d'Orient, AFO) a fost o unitate a Armatei Franceze, care a luptat în timpul Primului Război Mondial pe Frontul din Balcani între 1915 și 1918.
În 1916, AFO-ul făcea parte din Armata Aliată din Orient (AAO) compusă din trupe ale armatei britanice, ale armatei sârbe, ale armatei italiene, ale armatei ruse și ale armatei grecești care, în 1918, sub comanda generalului de armată Louis Franchet d'Esperey, a provocat înfrângerea Bulgariei, a recucerit Serbia și România și apoi, a invadat Austro-Ungaria.

## Înființare și denumiri diferite
- 22 februarie 1915 – 4 octombrie 1915: corps expéditionnaire d’Orient (CEO) [Gallipoli și Dardanele].
- 4 octombrie 1915 – 11 ianuarie 1916: corps expéditionnaire des Dardanelles (CED) [Gallipoli și Dardanele]
- 5 octombrie 1915: primele elemente ale corpului expediționar au debarcat la Salonic și au format l’armée d'Orient (AO), ce grupa toate unitățile militare franceze din Orient
- 11 august 1916: începând din 11 august 1916, forțele franceze din AO au constituit Armata Franceză din Orient (AFO). AFO-ul se afla sub ordinele comandamentului Armatei Aliate din Orient (CAA).
- 1919: AFO-ul devine Armata din Ungaria (AH) pe 1 martie 1919 până la 31 august 1919, data dizolvării sale, după care Armata de la Dunăre (AD) primește, la 10 septembrie 1919, numele de "Armata Franceză din Orient" (a doua formare a AFO-ului).[2] După armistițiu, unitățile Armatei din Orient, comandate de Franchet d'Esperey, au fost dispuse în trei grupuri, compuse din divizii cu efective reduse, care au avut misiuni între sfârșitul anului 1918 și începutul anului 1920, în Ungaria, în Rusia și în Turcia:[3]
  - AD: forțele de dreapta ale Armatei Franceze din Orient, staționate pe Dunăre la 11 noiembrie 1918 și comandate de generalul Berthelot, au primit denumirea de „Armata de la Dunăre”.
  - AH: forțele staționate în partea de sud a Ungariei, sub comanda generalului Paul de Lobit, au primit denumirea de „Armata din Ungaria” pe 14 martie 1919.
  - corpul de ocupație din Turcia, apoi corpul expediționar de ocupație al Constantinopolului (COC)
- 1920, postul lui Franchet d'Esperey a fost desființat oficial, la cererea acestuia, și Armata din Orient a fost redusă doar la COC.

Acronime:

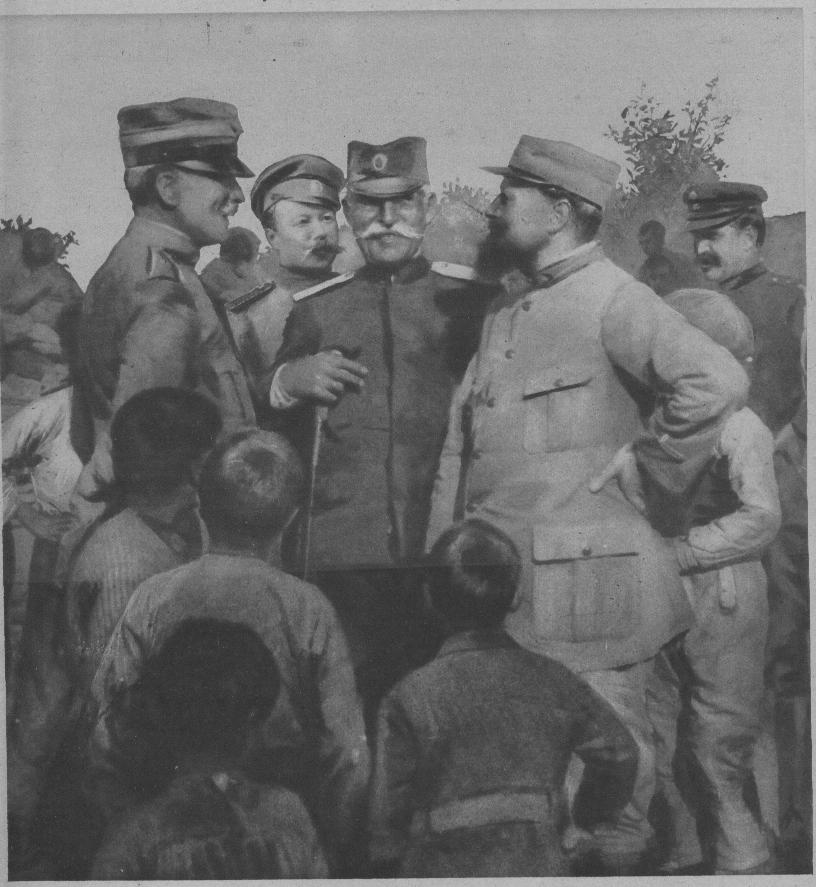
Un exemplu de colaborare aliată: un căpitan italian, un locotenent rus, un colonel sârb, un locotenent francez și un jandarm grec

- CEO: corps expéditionnaire d’Orient ("Corpul expediționar al Orientului")
- CED: corps expéditionnaire des Dardanelles ("Corpul expediționar al Dardanelelor")
- AO: armée d’Orient ("toate armatele franceze din Orient")
- AFO: armée française d’Orient ("Armata Franceză din Orient")
- CAA: commandement des armées alliées en Orient ("Comandamentul armatelor aliate din Orient")
- AAO: armées alliées en Orient ("Armatele aliate din Orient")
- AH: armée de Hongrie ("Armata din Ungaria")
- AD: armée du Danube ("Armata de la Dunăre")
- COC: corps expéditionnaire d’occupation de Constantinople ("Corpul expediționar de ocupare a Constantinopolului")

## Comandanți

### CEO-ul și CED-ul
- 22 februarie 1915: generalul d’Amade
- 14 mai 1915: generalul Gouraud
- 1 iulie 1915: generalul Bailloud
- 4 octombrie 1915: generalul Sarrail

### AFO-ul, sub ordinele CAA-ului[4]
- 11 august 1916 – 19 octombrie 1916: generalul Cordonnier
- 19 octombrie 1916 – 1 februarie 1917: generalul Leblois
- 1 februarie 1917 – 30 septembrie 1917: generalul Grosseti
- 30 septembrie 1917 – 31 decembrie 1917: generalul Régnault
- 31 decembrie 1917 – aprilie 1919: generalul Henrÿs

Ea a fost împărțită în grupuri de divizii de infanterie:
- grupul 1 de divizii de infanterie, comandat de:
  - 18 ianuarie 1917 – 19 octombrie 1917: generalul Georges Lebouc
  - 19 octombrie 1917 – 9 iulie 1918: generalul Gérôme
  - 9 iulie 1918: generalul Philippe d'Anselme.
- grupul 2 de divizii de infanterie, comandat de:
  - 16 ianuarie 1917 – 30 martie 1917: generalul Leblois
  - 30 martie 1917 – 29 martie 1918: generalul Régnault
  - 29 martie 1918: generalul Patey.
- grupul 3 de divizii de infanterie, comandat de:
  - 4 ianuarie 1918: generalul Paul de Lobit.

### CAA-ul
Comandamentul armatele aliate din Orient a comandat AAO-ul, din care a făcut parte și AFO-ul.
- 11 august 1916: generalul Sarrail
- 15 decembrie 1917: generalul Guillaumat
- 17 iunie 1918: generalul Franchet d Espèrey

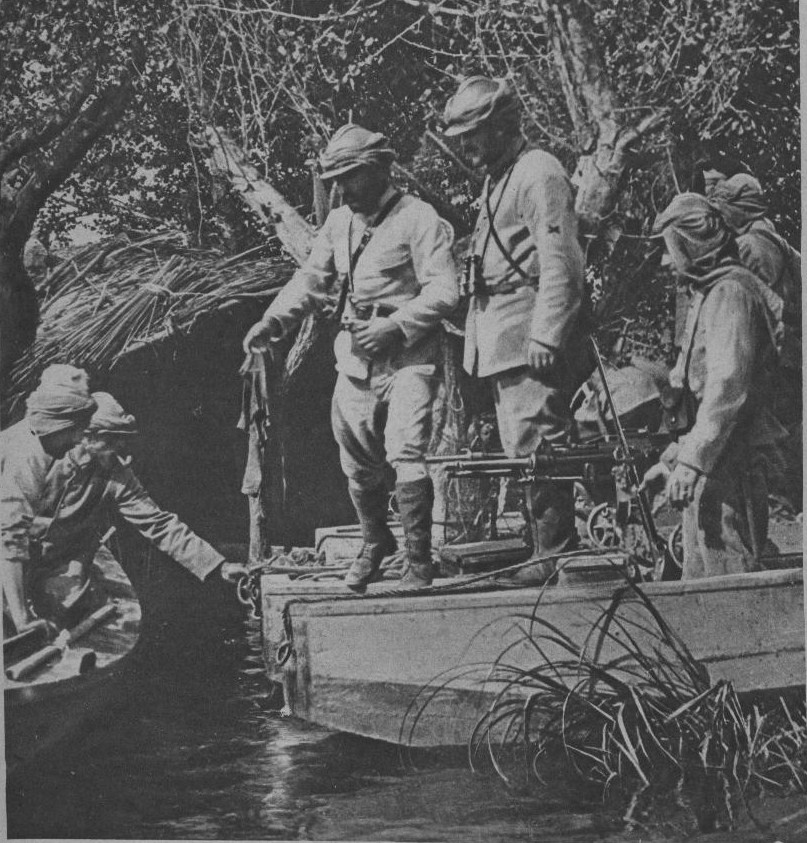
O patrulă pe râul Vardar în septembrie 1916

## Istoria garnizoanelor, campaniilor și bătăliilor
După decizia de a trimite trupe în Turcia, luată pe 22 februarie 1915, Armata Franceză din Orient, inițial denumită corpul expediționar din Orient și apoi, Armata din Orient (AO), a fost comandat de generalul d’Amade. Ea a fost trimisă la Gallipoli și apoi la Salonic, i-au alungat pe bulgari, au ocupat capitala lor, au luptat în Crimeea și au ocupat Constantinopolul.
Această armată a fost masată în regiunea Salonicului, la stânga către Monastir (azi, Bitola) și la dreapta către lacul Doiran.

### Expediția din Dardanele
Un total de aproape 80.000 de soldați francezi au fost angajați în expediția din Dardanele. Efectivul maxim a fost de 42.000, în mai 1915. Două divizii au fost angajate în lupte:
- divizia 17 colonială (25/4/1915) [divizia 1 infanterie a Corpului Expediționar din Orient], comandant: generalul Jean-Marie Brulard;
- divizia 156 infanterie (5/5/1915) [divizia 2 infanterie a Corpului Expediționare din Orient]

### Expediția la Salonic
În total, aproape 400.000 de soldați francezi au fost implicați în acest teatru de război. Între decembrie 1916 și mai 1918, efectivele au crescut de la 56.000 de oameni la un maxim de aproximativ 225.000. Trupele erau formate în principal din unități metropolitane, la care se adăugat trupe formate din indigeni coloniali (nord-africani și senegalezi), mai importante decât pe frontul francez, și care s-a ridicat la 18% din efectivul total.
În septembrie 1918, 6 divizii sârbe (și o brigadă de cavalerie), 4 divizii britanice, 9 grecești și una italiană au luptat alături de 8 divizii (și o brigadă de cavalerie) ale Armatei Franceze din Orient, în timpul ofensivei finale de la Drobo Pole din Serbia.

#### Escadre navale

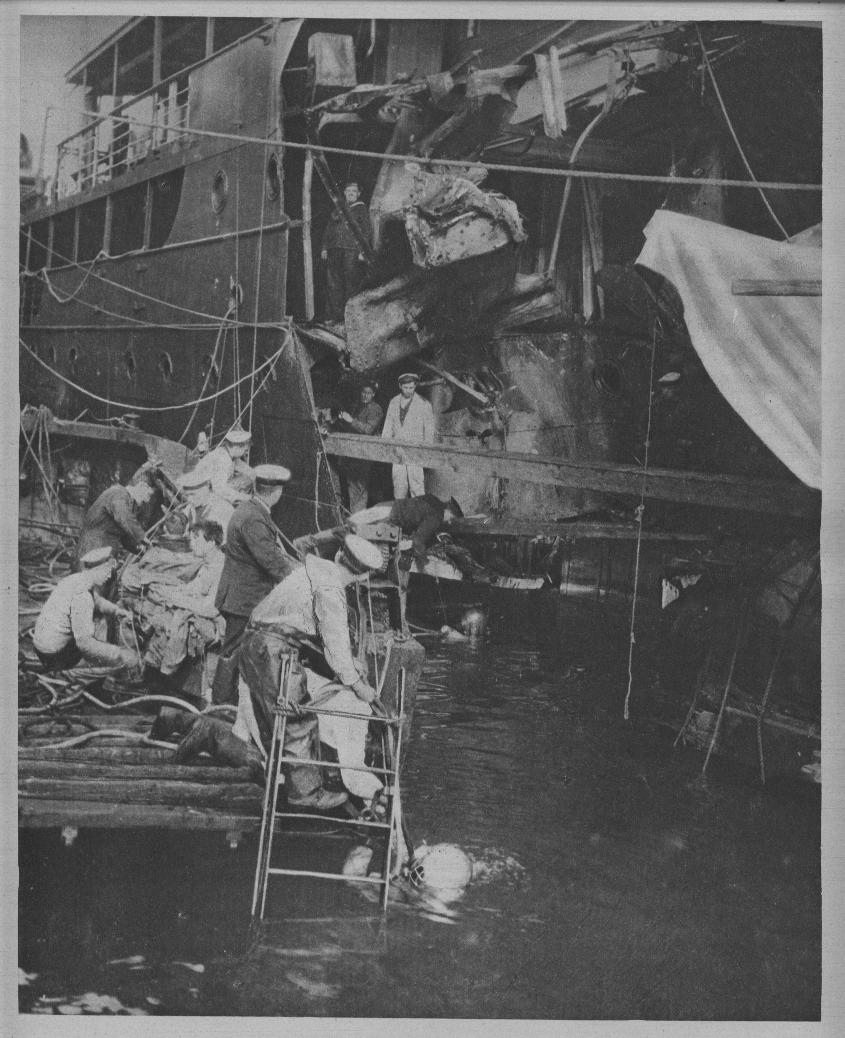
O navă în reparații în portul Salonic, în prim plan un scafandru

##### Franceze
Comandată de amiralul Louis Dartige du Fournet, la Moudros:
- escadra a III-a, comandată de Paul Frédéric Moreau, la Salonic;
- amiralul Henri Salaun:
  - cuirasatul "Bruix",
  - cuirasatul "Mirabeau",
  - cuirasatul "Danton".

#### Trupele AFO-ului
Cei aproximativ 210.000 de militari au fost repartizați în felul următor:
- divizia 156 infanterie (octombrie 1915)
- divizia 57 infanterie (octombrie-noiembrie 1915)
- divizia 122 infanterie (octombrie-noiembrie 1915)
- divizia 17 colonială (februarie 1916)
- divizia 30 infanterie (septembrie-decembrie 1916)
- divizia 76 infanterie (septembrie-decembrie 1916)
- divizia 11 colonială (septembrie-decembrie 1916)
- divizia 16 colonială (septembrie-decembrie 1916)
- O brigadă de cavalerie, comandată de generalul Auguste Frotié (noiembrie 1915 - 18 august 1916) și apoi, de colonelul Henri Descoins (18 august 1916 - 2 iulie 1917) și generalul Jouinot-Gambetta (2 noiembrie 1917):
  - zece escadroane,
  - un grup de călăreți,
  - regimentul 2 bis de zuavi, care au fost activi în estul Macedoniei
  - regimentul de marș de spahii marocani (RMSM) [locotenent-coloneii Dupertuis și Guéspereau]
  - regimentul 1 de vânători din Africa (locotenent-colonel Bournazel)
  - regimentul 4 de vânători din Africa (locotenent-colonel Labauve)
  - regimentul 8 de vânători din Africa
- Aviație: 
  - escadrilele de vânătoare 506 și 507,
  - escadrilele corpurilor de armată: 501, 502, 503, 504, 505, 508 și 509,
  - escadrila de bombardament 510.